# Sebestyén Gyula (folklorista)
Sebestyén Gyula (Szentantalfa, 1864. március 7. – Balatonszepezd, 1946. február 12.) folklorista, irodalomtörténész, a Magyar Nemzeti Múzeumi könyvtár igazgató-őre és a Magyar Tudományos Akadémia levelező tagja.

## Életútja
Apja Sebestyén Gábor református lelkész volt. (Családja a kiterjedt dunántúli nemes Sebestyén család veszprém-acsádi ágához tartozik.) Középiskoláit Veszprémben, Pozsonyban és Debrecenben végezte. Mint önkéntes Klagenfurtban tiszti vizsgát tett.
Budapesten modern filológiát hallgatott, s 1890-ben doktori oklevelet nyert. Pozsonyi tanuló korában tanárai megismertették az ott lakó Thaly Kálmánnal, aki a magyar népköltés emlékeinek tanulmányozására és felkutatására buzdította. Korán megkezdett gyűjtői munkásságát az egyetemen Gyulai Pál irányította és részére a Kisfaludy Társaság anyagi támogatását is kieszközölte.
A Magyar Nemzeti Múzeum könyvtárában 1889-ben nyert alkalmazást, ahol 1893. február 10-én könyvtári gyakornok, március 31-én segéd, 1898-ban segédőr, 1901. október 12-én őr, 1905. július 18-án igazgató-őr (címmel és jelleggel) lett. E minőségben 1904 nyarán a Magyar Nemzeti Múzeumtól nyert segéllyel hosszabb külföldi tanulmányutat tett. Felkereste a bécsi udvari, egyetemi és érseki, a salzburgi tanulmányi és bencés, a müncheni állami, erlangeni egyetemi, jenai egyetemi, weimari nagyhercegi, göttingeni egyetemi, wolfenbütteli nagyhercegi, berlini királyi, lipcsei egyetemi és városi, a drezdai királyi és a prágai egyetemi könyvtárakat, ahol kataloguskészítési rendszereket tanulmányozott és részletesen leírta az ott őrzött Korvin-kódexeket.
1897-ben megkezdte a pogánykori eredetű regös-énekek népi maradványainak összegyűjtését, mely munkásságát a következő években már a Kisfaludy Társaság és a Magyar Nemzeti Múzeum is hathatósan támogatta. 1898 nyarán a bécsi, seitenstetteni, párizsi, baseli, luzerni, einsiedelni, zürichi, Sankt Galleni, Sankt Pauli és a grazi könyvtárak kézirattáraiban kutatott magyar vonatkozású emlékek után. 1898-tól az Ethnographia című folyóirat szerkesztője volt.
1900-ban állami képviseletben részt vett a párizsi nemzetközi vallástörténeti és folklorisztikai kongresszusokon, mely utóbbin a hun-avar-magyar kapcsolat mondáiról értekezett. Midőn Fadrusz János 1902-ben a zilahi millenniumi emlékre egy omori (Temes megye) földműves birtokában talált hun-székely betűkkel egy országos feltűnést keltő feliratot alkalmazott, a Magyar Nemzeti Múzeum megbízta, hogy az Alföldön és a Székelyföldön a középkori betűrovás állítólag fennmaradt népi emlékeit kutassa.
Később a Magyar Tudományos Akadémia ama bizottságába is beválasztatott, mely a Somogyi Antal-féle betűrovásos kéziratok hitelességét megvizsgálta. 1903-4-ben a magyarországi téli népszokások és babonák régi maradványait gyűjtötte és 1907-ben a Magyar Nemzeti Múzeum támogatásával megkezdte a dunántúli kolostorok középkori könyvtári emlékeinek tanulmányozását. 1900-ban a művelt nagyközönség részére a Magyar Nemzeti Múzeumban rendezett vasárnapi előadásokon Mátyás király könyvtáráról, 1902-ben Rovás és rovásírásról, 1903-ban A magyar irodalom középkori emlékeiről tartott szabad előadást.
A Magyar Tudományos Akadémia 1905. május 12-én választotta levelező tagnak. A Magyar Néprajzi Társaságnak 1898-ban titkára és 1899-től főtitkára, majd később elnöke, a Magyar Nyelvtudományi Társaságnak, a Magyar Történelmi Társulatnak választmányi tagja és rendes tagja a Magyar Tudományos Akadémia irodalomtörténeti és nyelvtudományi bizottságainak is. A Kisfaludy Társaságnak 1909-ben vált tagjává. A Folklore Fellows 1910-ben létrejött magyar osztályán elnöki pozícióhoz jutott, így ő irányíthatta a társadalmi gyűjtőhálózat tevékenységét.
A Tanácsköztársaság idején tudománypolitikai elképzeléseiről Szamuely Tiborral és Kunfi Zsigmond közoktatásügyi népbiztossal folytatott megbeszéléseket. A Magyar Néprajzi Társaság 1919 márciusában tartott közgyűlésén A szocializmus és kommunizmus etnológiája címen tartott elnöki megnyitó beszédet. A Tanácsköztársaság után nyugdíjazták, visszavonult mind a tudományos, mind a tudományszervező munkától.
Kutatásait főként a régi magyar irodalom és a rovásírás tárgyköreiben végezte, valamint szintén jelentősek a téli néphagyományokkal kapcsolatos kutatásai.

## Főbb művei
- Egy ismeretlen Homer-fordítóról. Írta és a budapesti philologiai társaság 1889. nov. 6. ülésén felolvasta. Budapest, 1890. (Különnyomat az Egyet. Philol. Közlönyből. Simony Imre magyar fordításáról.)
- Adalékok a középkori énekmondók történetéhez. Doktori értekezés. Budapest, 1891. (Három tanulmány, mely előbb az Egy. Philol. Közlönyben és az Irodalomtört. Közleményekben jelent meg. Ism. Irodalomtört. Közlemények 294., 495. lap.)
- A székelyek neve és eredete. Budapest, 1897. (Különnyomat az Ethnographiából mint a Néprajzi Füzetek IV. sz. és kivonatban a Pallas Nagy Lexikona XV. kötetében. Ism. M. Kritika 1. sz.)
- Ki volt Anonymus? Két rész egy kötetben. Budapest, 1898. (Ism. Századok, Pesti Napló, Pester Lloyd, M. Kritika.)
- A Halotti Beszéd szerzője és kora. Budapest, 1898. (Különnyomat a Nyelvtudományi Közleményekből.)
- Az avar-székely kapcsolat emlékei. Budapest, 1899. (Néprajzi Füzetek VIII. sz. Különnyomat az Ethnographiából.)
- Regös-énekek. Gyűjtötte... Budapest., 1902. (Magyar népköltési gyűjtemény. Új folyam. IV. Kiadta a Kisfaludy-Társaság. Ism. Vasárnapi Ujság, Hét, Irodalmi Közlemények.)
- A regösök Budapest, 1902. (Magyar népköltési gyűjtemény. Új folyam. V. Ism. a Magyar Szemle, Uránia, Magyarország, Egyet. Kritikai Lapok, Religio mell., 1904. Erdélyi Múzeum, 1906. Revue Critique.)
- Telegdi János (1598-ki) Rudimentájának hamburgi és marosvásárhelyi kézirata, 21 hasonmással a szövegben. Uo. 1903. (Különnyomat a Magyar Könyv Szemléből. Ism. Ethnographia.)
- Ursprung der Bustrophedonschrift. Berlin, 1903. (Különnyomat a Zeitschrift für Ethnologie-ből.)
- A magyar honfoglalás mondái. Millenniumi díjjal jutalmazott pályamű. Kiadta a Kisfaludy-Társaság. Budapest, 1904-1905. Két kötet. (Ism. Irodalomt. Közlemények, Budapesti Hirlap, Urania, A munka szemléje, Revue Critique.) Első kötet Második kötet
- Perfid kritika. Válasz egy névtelen birálónak. Budapest, 1905. (Különnyomat az Ethnographiából.)
- Dunántúli gyüjtés. Gyüjtötte és szerkesztette. Budapest, 1906. (Magyar népköltési gyüjtemény. Uj folyam, VIII. Ism. az Erdélyi Múzeum.) Online
- Rovás és rovásírás. Budapest, 1907. 165 ábrával. (Néprajzi Könyvtár, II. Először megjelent az Ethnographia 1903-4. és 1906-7. évfolyamaiban.)
- A hun-székely hagyomány. Székfoglaló értekezés.
- A magyar rovásírás hiteles emlékei (Budapest, 1915).

## Írásai periodikákban
- Egyetemes Philologiai Közlöny (1889. Mátray Lajos: Fazekas Mihály élete és munkái, Sebesi újabb népköltészeti gyűjteményei, Czapáry László: Szekér Joakim Alajos élete és művei, Szilágyi és Hajmási, 1891. Anjoukori nyomok a nagymihályi Kaplyonok mulattatóiról, Mátray Lajos: Fazekas Mihály Ludas Matyija, Imre király troubadour vendége, 1894. Az ismeretlen Homer-fordítóról, 1900. «Haláltalan Detre», (utóbb kiadta a Balatonvidék 33., 34. sz. is)
- Irodalomtörténeti Közlemények (1891. Egy névszerinti árpádkori joculator, Egy lantost ábrázoló kép 1630-ból, Verembe esett kritikus, 1901. Vörösmarty és kora)
- Ethnographia (1890. Párhuzamos idézetek, 1895. A költészet eredetéről, 1896. Damasek Istenről, 1898. Avarok-e a mai székelyek? Titkári jelentés, Az iparművészeti múzeum karácsonyi tárlata. A régi hazai ornamentikáról, Mi volt a sorsa Ipolyi Mythologiájának? és könyvism., Kérelem gyűjtőinkhez szentiváni szokások leírása tárgyában, A Magyar Nemzeti Múzeum néprajzi gyűjteményei, Főtitkári jelentés, ugyanez minden későbbi évfolyamban és könyvism., 1900. «Gyászmagyarok», a magyar varázsdob, Népköltészet, Balladák és rokonneműek, szerelmi dalok és bordalok, Gyűjtési felhívás, Nyílt kérelem és könyvism., 1901. A párisi vallástörténeti kongresszus, A párisi folklorista kongresszus, Zalamegyei regös-énekek, Dunántúli szójátékok, fölhívás a téli népszokások és babonák gyűjtése ügyében és könyvism., 1902. A regösök, Regösénekek, 1903. Rovás- és rovásirás, A pogány magyarok lóhús-evése, Lóhús, emberhús és egyéb eledelek, és könyvism., 1904. Rovás és rovásirás. Egy pogány magyar hymnus kudarcza a baseli congresszuson, Néprajzi csodabogarak egy művészestélyen és könyvism., 1904. Rovás és rovásirás III., Betűrovás, 1905. A magyar nemzet őskora, mutatvány, 1906. A székely betűrovás eredetéről, Hamisítványok I., A pünkösdi király és királyné, Bábtánczoltató betlehemeseink szerepe a magyar mysteriumok történetében, Polemia, Gróf Zichy Jenő halála, 1907. Rovás és rovásirás: Hamisítványok II., Egy XVII. századi dalgyűjtemény töredéke)
- Magyar Könyv-Szemle (1890. könyvism., 1891. Gróf Széchenyi Ferencz levelezése könyvtári ügyekben, Csokonai kiadatlan versei a M. N. Múzeum kézirattárában, 1895. A katalogus-készítés kérdéséhez, 1898. A Pray-kódex kora, 3 melléklettel)
- Vasárnapi Ujság (1892. Szabolcska Mihály)
- Pesti Napló (1892. Karácsonyi melléklet: A nép verses levelei, 1893. jan. 6. Szakácskönyvek az Akadémiában, febr. 23. Székfoglaló a távolból: Gróf De Gubernatis Angelo a Kisfaludy-Társasághoz, máj. 14. mellékl. Gyulai Aranyról, Újabb apróságok Aranyról, júl. 31. Tihany, 239. sz. Révai Miklós, jan. 4. Irodalmi felsülések, jún. 20. Székfoglalás – foglaló nélkül, decz. 17. A két Potyondy báró, 360. Karácsonyi mell. Koldus és a kutya, Krisztus-mondák, kiadatlan népköltési gyűjteményéből, 1894. január 16. Az oroszlánszelidítő, febr. 2. A jövevény, július sz. Uti emlékek Németországból, márcz. 7. könyvism., 1893-4. az Akadémia és történelmi társulat havi üléseiről és kisebb czikkek névvel, névnélkül és jegyekkel a tudomány, irodalom és képzőművészet köréből)
- A Beőthy Zsolt által szerkesztett Képes Irodalomtörténet (1893. I. Királymondák és énekmondók, Középkori könyvtáraink és a Corvina, II. A magyar népköltészet és gyűjtői, 3. kiad. 1905. I. A magyar nemzet őskora, A pogánykori költészet emlékei, A királymondák és énekmondók, Középkori könyvtáraink és a Corvina)
- Egyetértés (1891. 13. Az új költő, a ki régi: Szabolcska Mihály, 52. 321. sz. könyvism.): a Pallas Nagy Lexikonában (1897. XV. A székelyek eredete)
- Kisfaludy-Társaság Évlapjai (XXXI. 1898. A magyarok eredetének mondája)
- Századok (1898. Adorján mester)
- Magyar Szalon (1898. A tudósok)
- Erdélyi Múzeum (1899. Az avar-székely kapcsolat pere)
- Esti Ujság (1899. márcz. 21. A kegyelet tévedése: a «Tarnács»-utcza név dolgában).
- Jelentés a M. N. Múzeum 1900. évi állapotáról cz. munka Függelékében (1902. 88-107. l. Jelentés a Párisban tartott 1900. vallástörténeti és néphagyományi kongresszusokról)
- M. N. Múzeum multja és jelene cz. díszműben (1902. Középkori kéziratok)
- Akadémiai Értesítőben (1903. A Karacsay-codexről, bizottsági jelentés Fejérpataky László és dr. Szinnyei Józseffel együtt a m. tud. Akadémiának márcz. 23. ülésén)
- Szamosujvári Közlöny (1905. jan. 11. Gyászbeszéd Esztergár László m. n. múzeumi őr ravatalánál)
- Pesti Hirlap (1903. jan. 18. A rovásirás népi emlékei, Tar Mihály leleplezése a M. Néprajzi Társaság jan. 17. ülésén felolvasásának kivonata)
- Magyar Nyelv (1906. Czintus és czinkus).

## Forrásművek
- Madarassy László: Sebestyén Gyula (Ethnographia, 1934)
- Diószegi Vilmos: Sebestyén Gyula jelentősége a néprajztudományban (Ethnographia, 1964. 3. sz.)
- Schelken Pálma: Emlékezés Sebestyén Gyulára (Muzsika, 1964. 3. sz.)
- Vértesy Miklós: Sebestyén Gyula (Könyvtáros, 1964. 7. sz.)
- Volly István: Sebestyén Gyula, a dunántúli regösénekek gyűjtője (Jelenkor, 1964. 5. sz.)
- Diószegi Vilmos: Sebestyén Gyula. (A múlt magyar tudósai. Akadémiai Kiadó, Budapest, 1972.)
- Szinnyei József: Magyar írók élete és munkái XIII. (Steiner–Télfy). Budapest: Hornyánszky. 1909.